# محمودوو (شهرستان سالاواتسکی، باشقیرستان)
محمودوو (انگلیسی: Makhmutovo, Salavatsky District, Republic of Bashkortostan) یک شهرک در شهرستان سالاواتسکی استان باشقیرستان کشور روسیه است.